# 24-Stunden-Rennen von Le Mans 1969

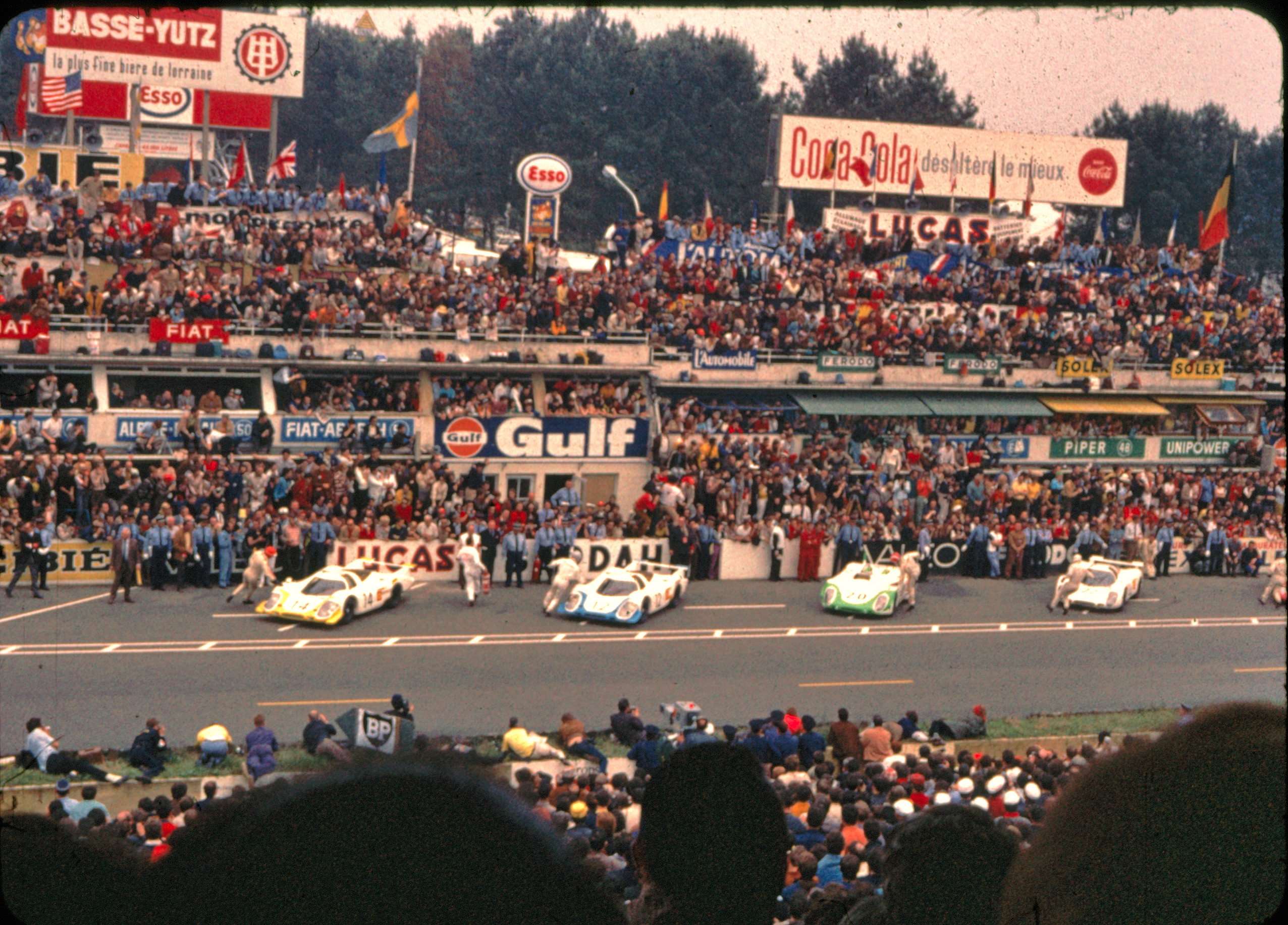
Le-Mans-Start 1969: Rolf Stommelen, Vic Elford und Rudi Lins (von links nach rechts) sprinten zu ihren rechtsgesteuerten Porsche. Jo Siffert springt bereits in das offene Cockpit seines Porsche 908/2 Langheck

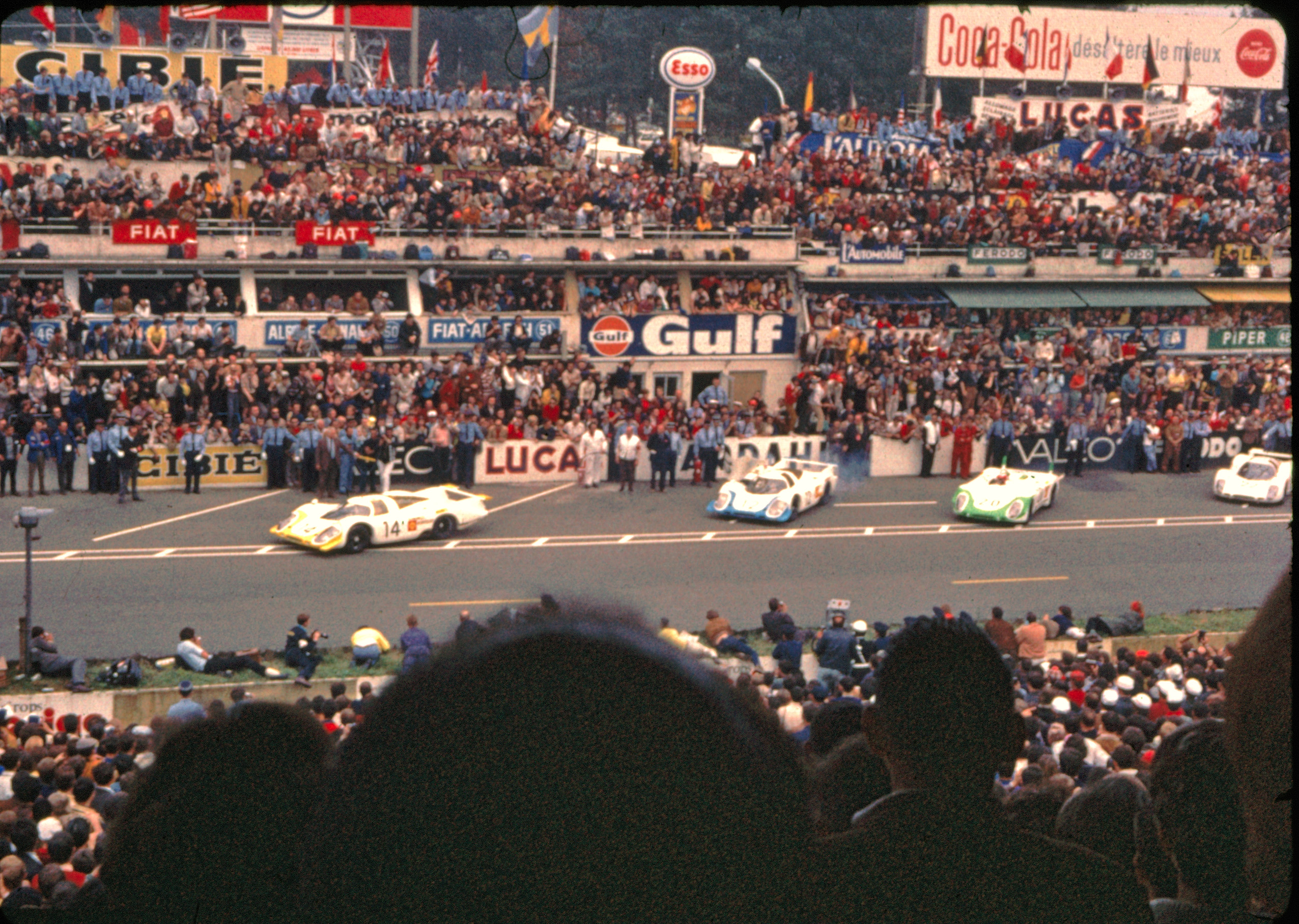
Dem Trainingsschnellsten Rolf Stommelen gelingt der beste Start

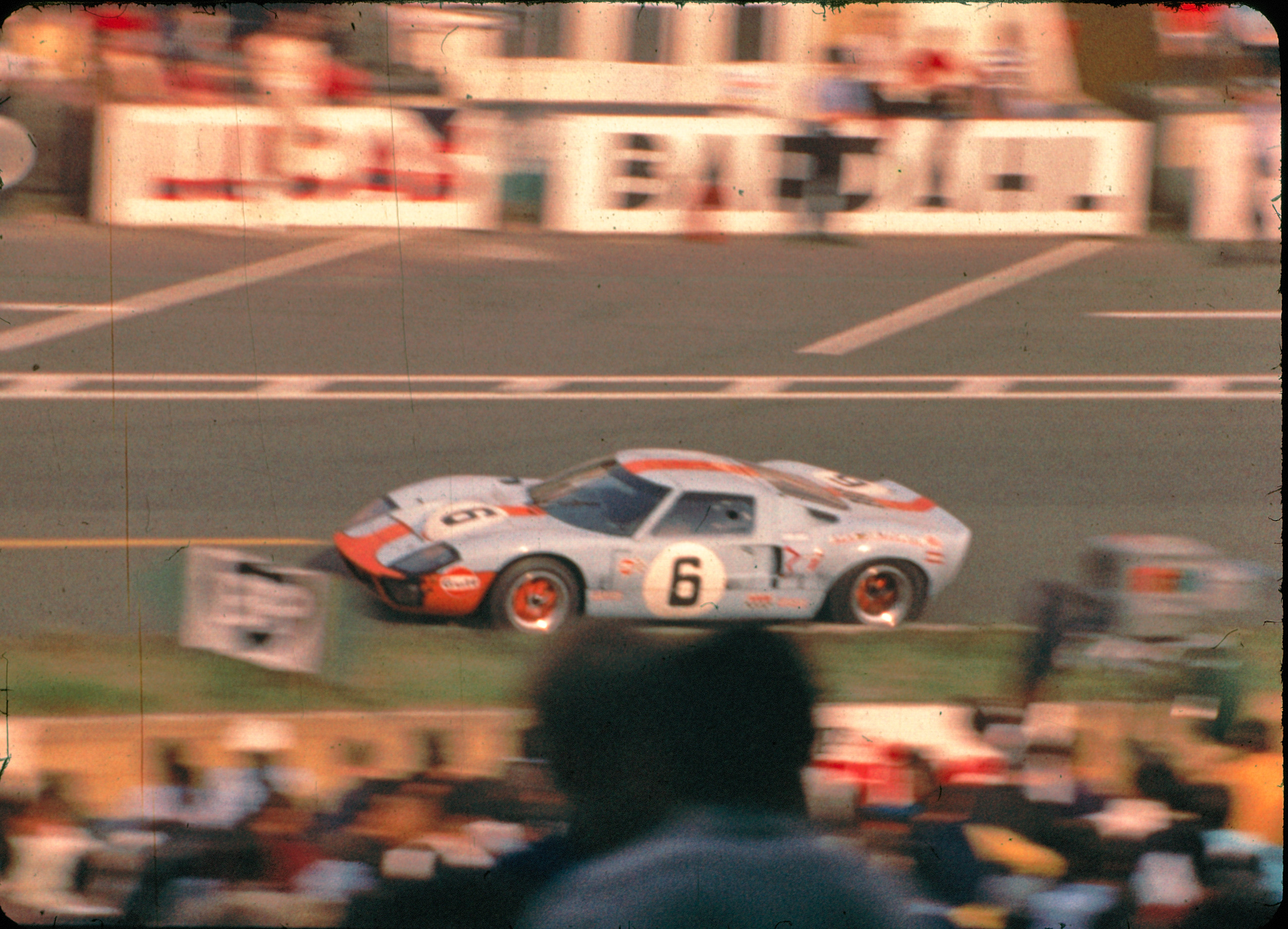
Ford GT40 MK.I; Siegerwagen von Jacky Ickx und Jackie Oliver

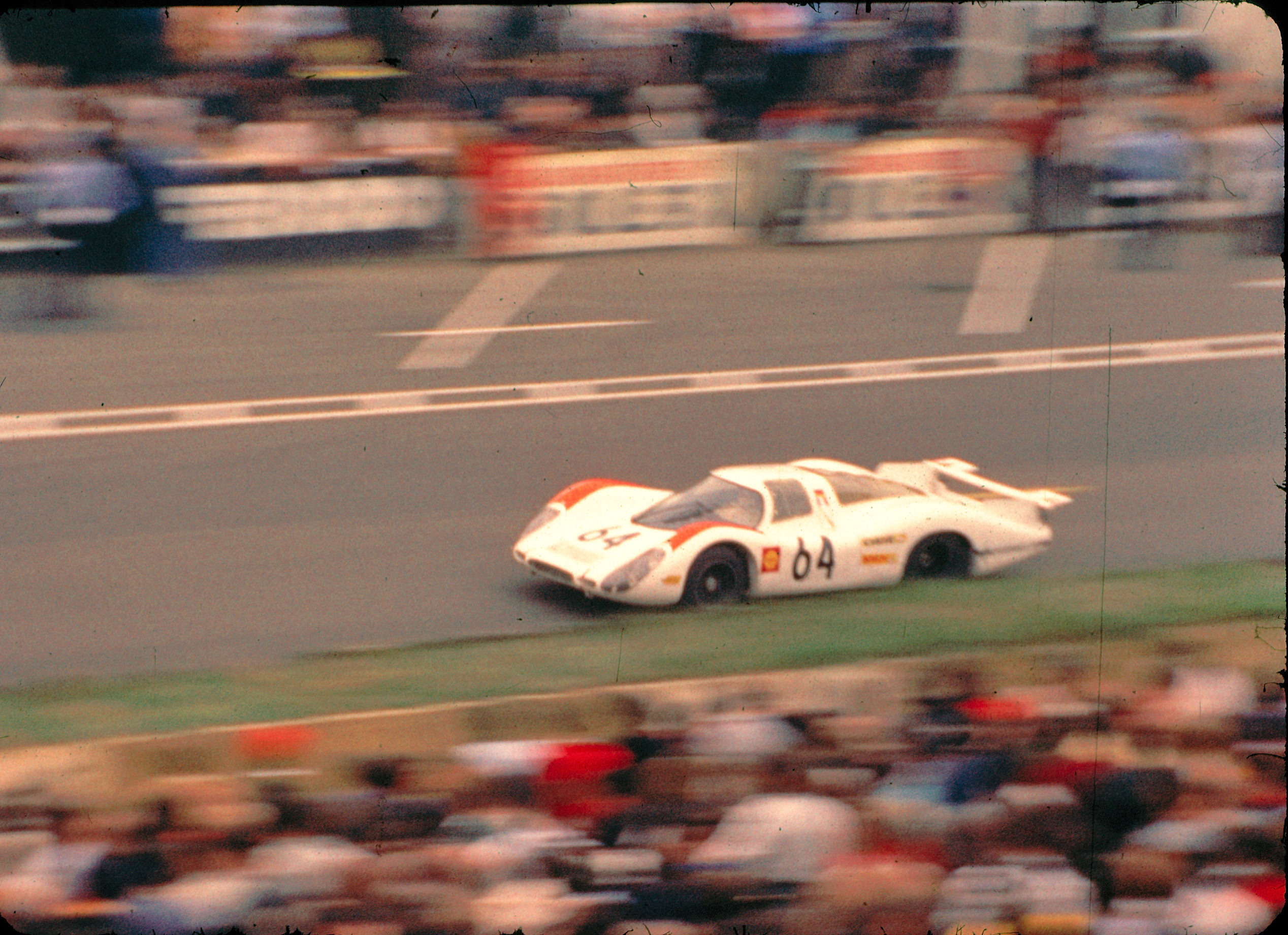
Der Porsche 908 Langheck mit der Startnummer 64. Hans Herrmann und Gérard Larrousse fuhren diesen Wagen an die zweite Stelle der Gesamtwertung

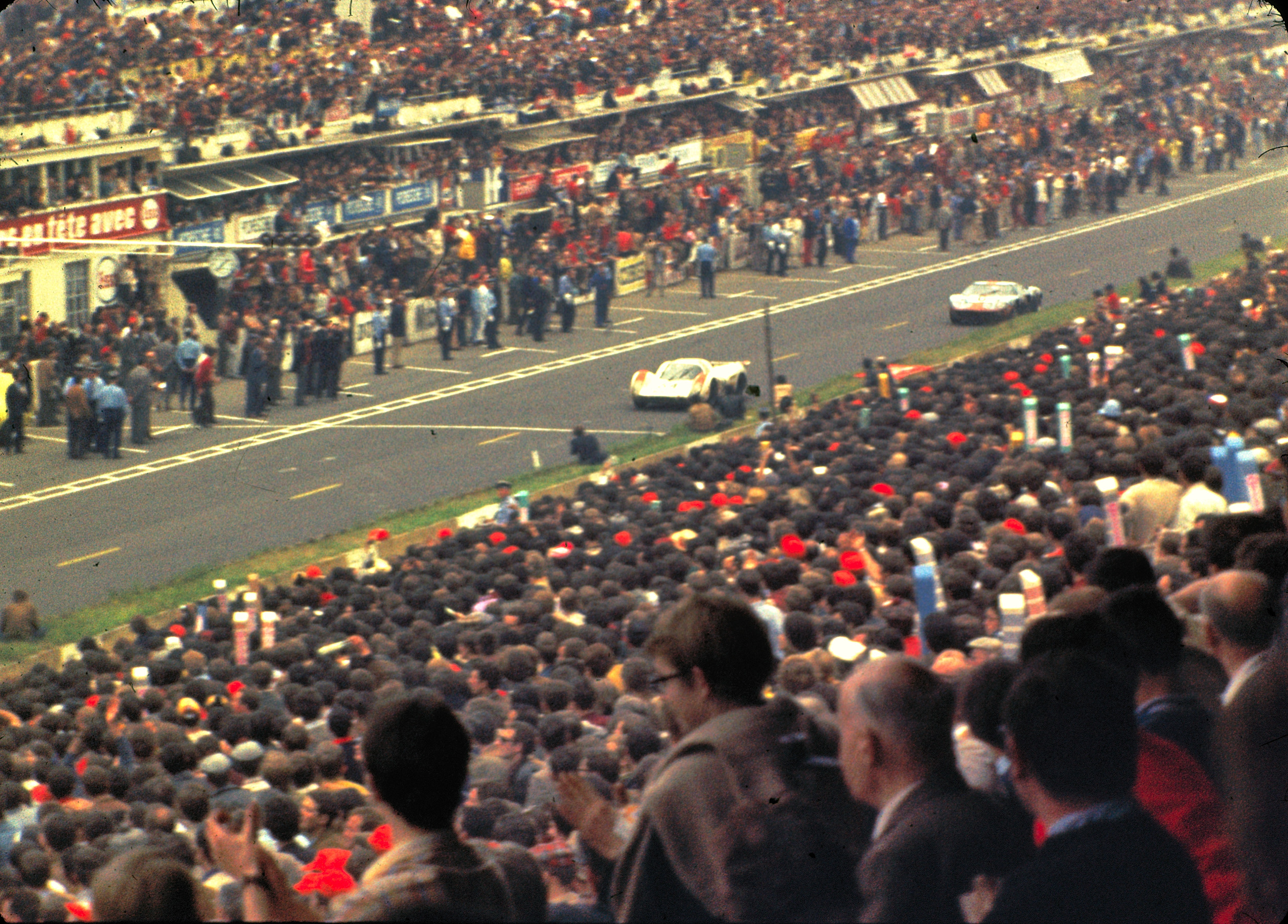
Das legendäre Duell um den Gesamtsieg. Hans Herrmann im Porsche vor dem Ford von Jacky Ickx

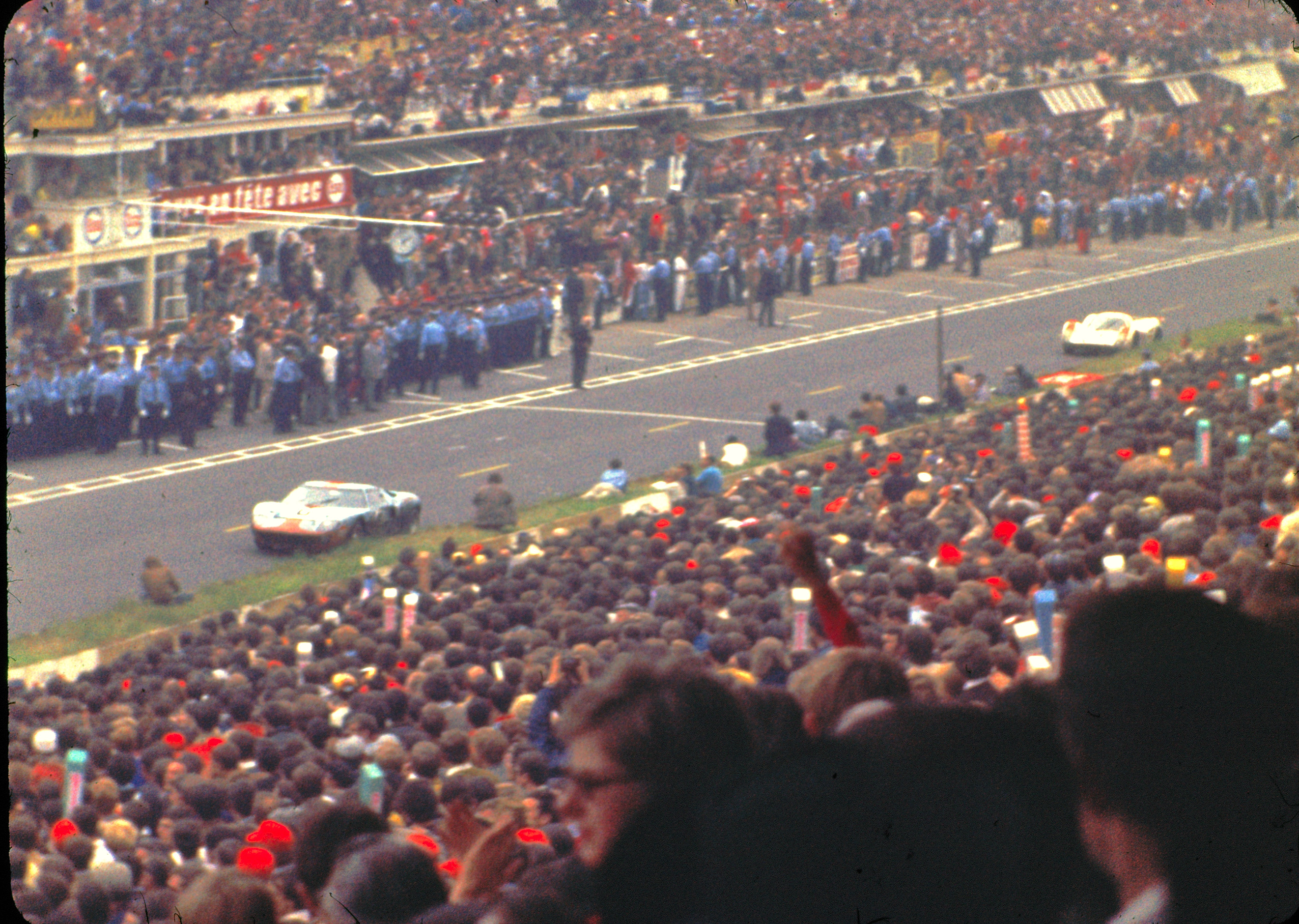
Noch eine Runde. Rennleiter Charles Deutsch wartet bereits am Zielstrich. Jacky Ickx im Ford führt die siegbringenden Meter vor Hans Herrmann im Porsche

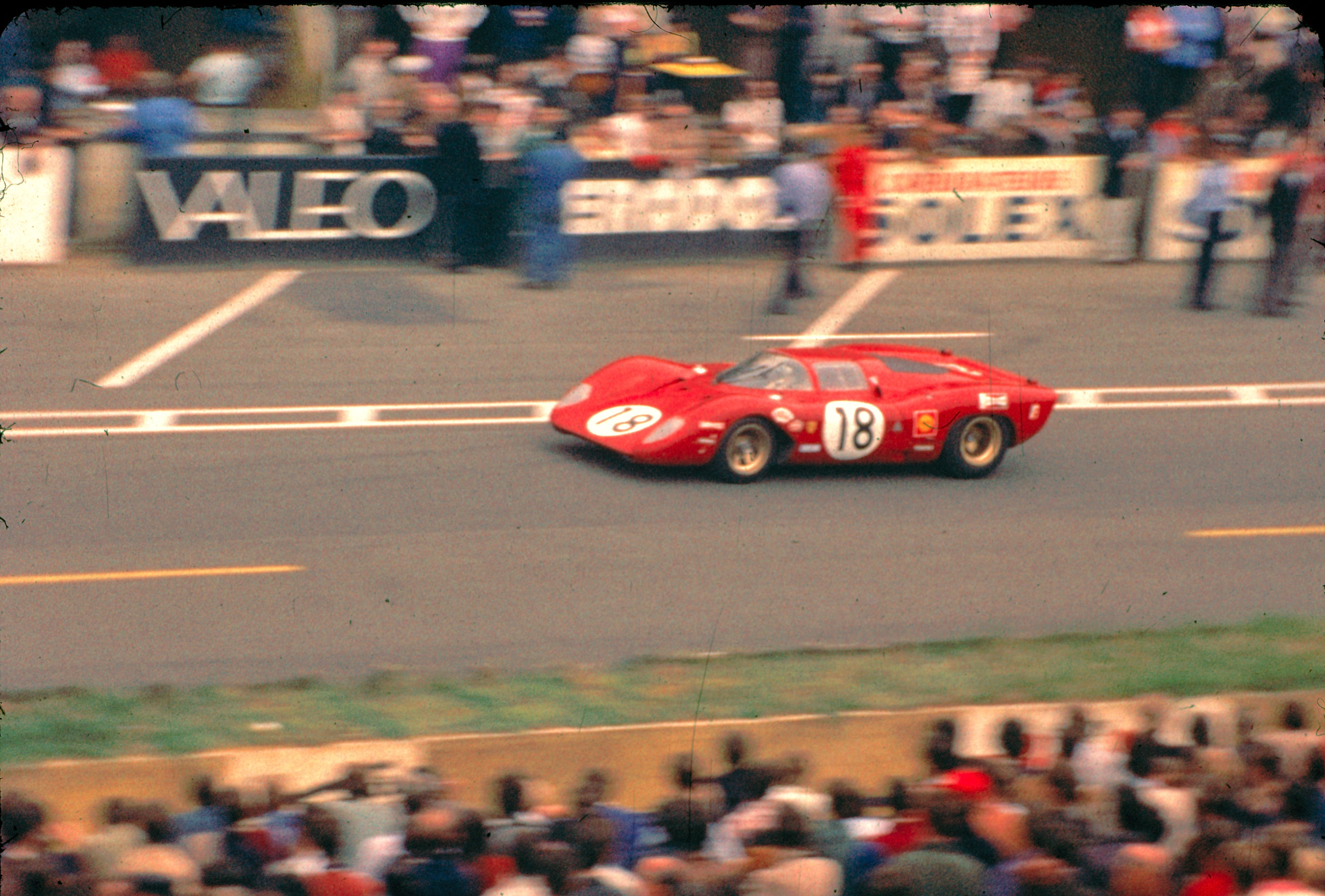
Der Ferrari 312P von Pedro Rodríguez und David Piper fiel mit Getriebeschaden aus

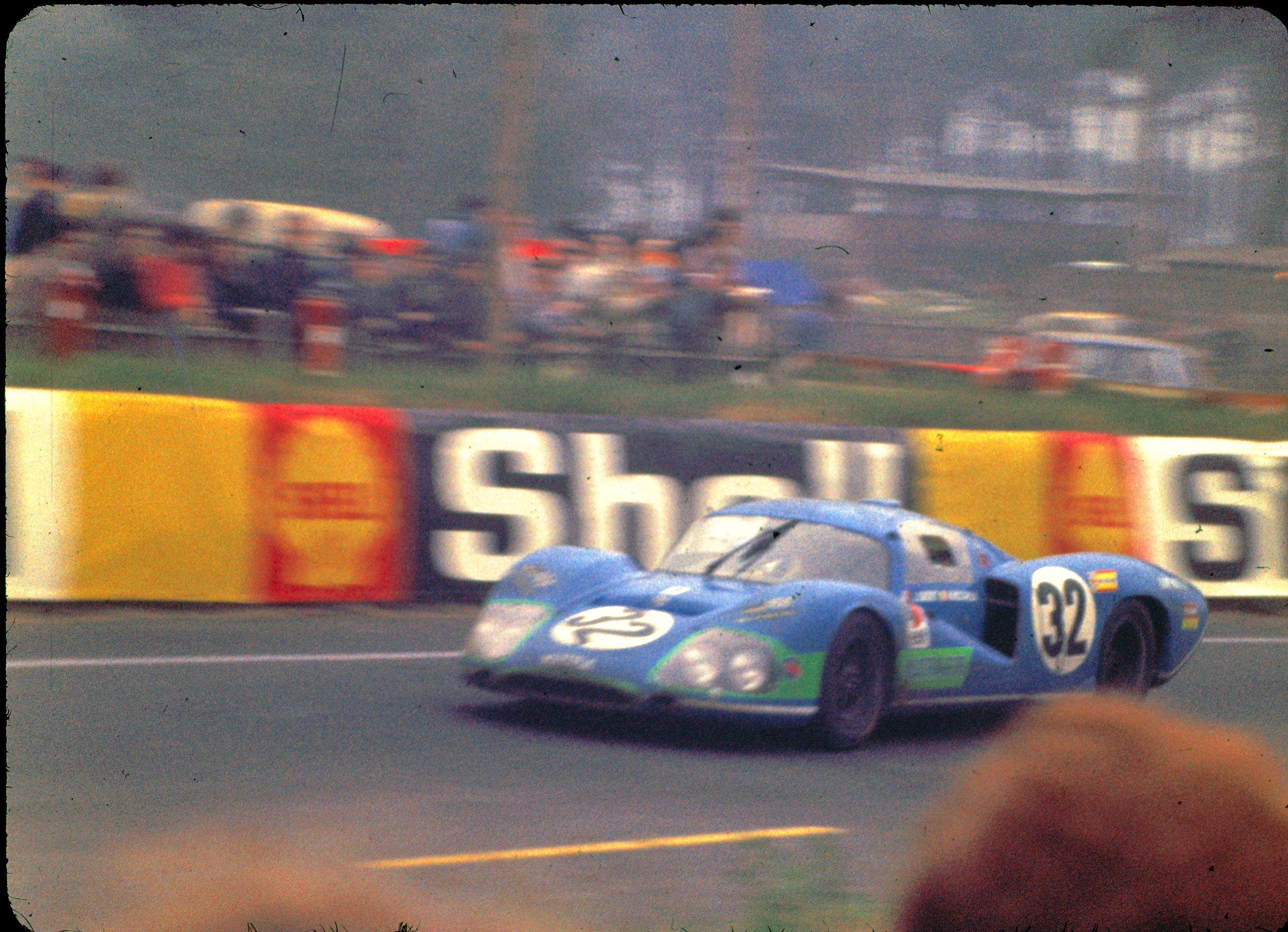
Der Matra MS630 von Nino Vaccarella und Jean Guichet. Rang 5 im Gesamtklassement

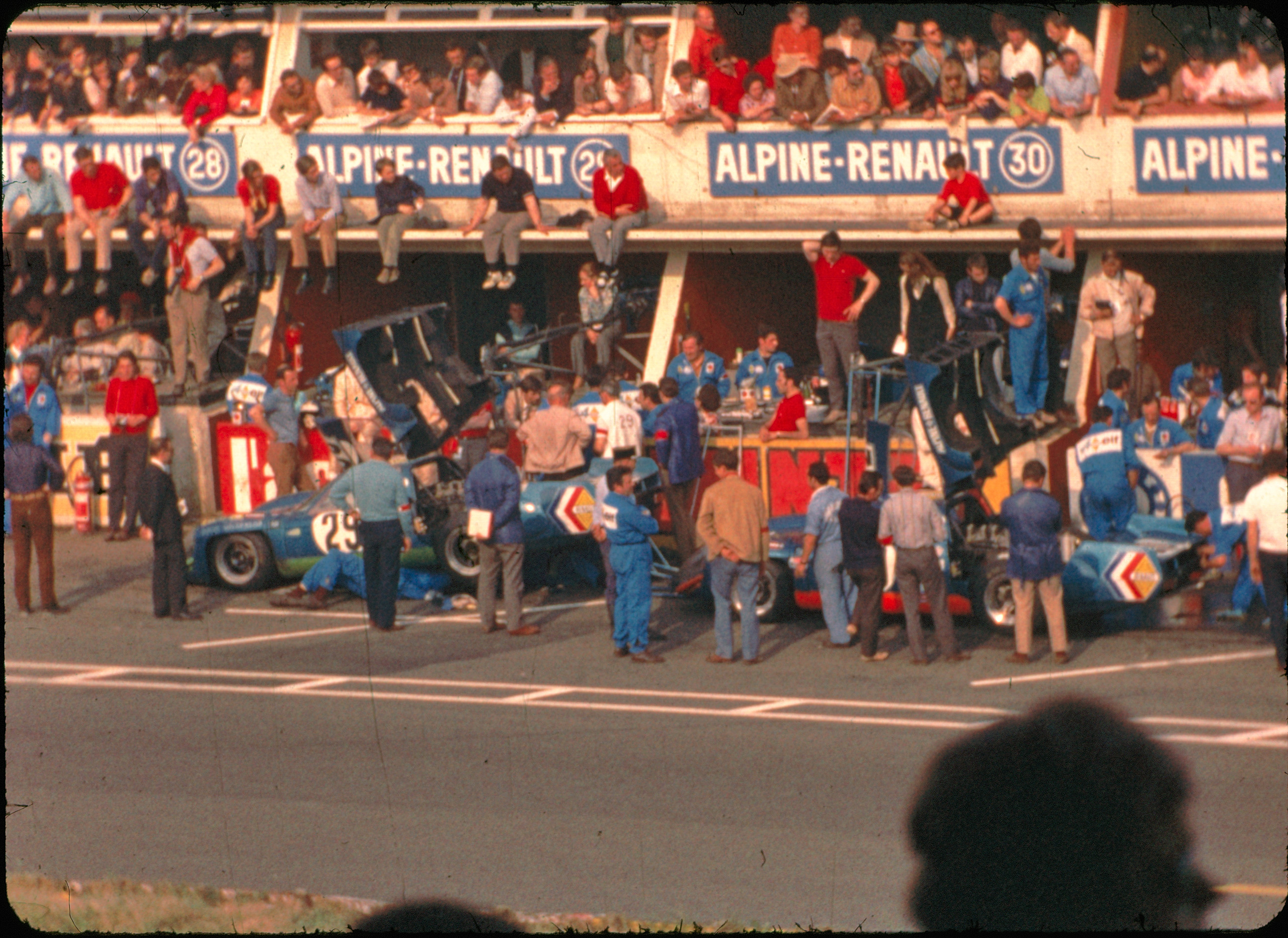
Längere Reparaturarbeiten bei den Alpine A220 von Jean-Pierre Jabouille, Patrick Depailler, Jean-Claude Andruet und Henri Grandsire

Das 37. 24-Stunden-Rennen von Le Mans, der 37e Grand Prix d’Endurance les 24 Heures du Mans, auch 24 Heures du Mans, Circuit de la Sarthe, Le Mans, fand vom 14. bis 15. Juni 1969 auf dem Circuit des 24 Heures statt.

## Vor dem Rennen
Das bemerkenswerteste neue Rennfahrzeug beim 24-Stunden-Rennen 1969 war der Porsche 917. In Le Mans sollten die Varianten mit dem langen Heck zum Einsatz kommen. Das langgestreckte Heck ermöglichte eine hohe Endgeschwindigkeit, erwies sich anfangs jedoch hinsichtlich der Bodenhaftung als sehr problematisch. Bei Test- und Trainingsfahrten erreichten die Langheck-917 auf der Hunaudières-Geraden Geschwindigkeiten von annähernd 400 km/h. Dabei lagen die Fahrzeuge sehr unruhig auf der Straße.
Dennoch entschloss sich Porsche-Rennleiter Rico Steinemann, der im Vorjahr gemeinsam mit Dieter Spoerry auf einem Porsche 908 Zweiter in der Gesamtwertung geworden war, zwei 917 Langheck einzusetzen. Den Wagen mit der Nummer 12 fuhren Vic Elford und Richard Attwood. Im Fahrzeug mit der Nummer 14 saßen die beiden Deutschen Rolf Stommelen und Kurt Ahrens. Ein dritter 917 wurde an den britischen Privatier John Woolfe abgegeben. Die meisten Porsche-Werksfahrer bevorzugten jedoch den Porsche 908. Jo Siffert und Brian Redman fuhren einen Spyder, Hans Herrmann, Gérard Larrousse, Udo Schütz, Gerhard Mitter, Rudi Lins und Willi Kauhsen geschlossene Langheck-Coupés.
Bei der letzten Einsatzbesprechung, anwesend war die gesamte Teamleitung mit Ferry Porsche an der Spitze, den technischen Leitern Helmuth Bott und Ferdinand Piëch sowie Rennleiter Rico Steinemann, im Porsche-Quartier in Teloché, wurden letzte Anweisungen an die Fahrer ausgegeben. Die 917-Fahrer wurden angehalten sorgsam mit der Kupplung umzugehen, da die eingebauten Borg & Beck-Kupplungen, die das hohe Drehmoment im 7-Liter-Ford GT40 MK.IV verkraftet hatten, nach nur drei Stunden auf dem Prüfstand kaputtgingen. In der Nacht mussten daher die Motoren erst aus und dann mit neuen Kupplungen wieder eingebaut werden, die nicht eingefahren waren. Als Richtzeiten für das Rennen wurden für die 917-Piloten 10 Sekunden über der Trainingszeit und für die 908-Fahrer 5 Sekunden darüber ausgegeben. Den Piloten wurde auch erklärt, welches Werkzeug für mögliche Notreparaturen sich in den jeweiligen Fahrzeugen befanden. Auf Rico Steinemanns Frage nach „letzten Wünschen“ antwortete Kurt Ahrens: „Gebt jedem Fahrer 10 Franc mit, wenn wir auf der Strecke ausfallen …“ Unter großem Gelächter erklärte Piëch: „Dieser Vorschuss ist gewährt.“
Ferrari brachte zwei neue 312P an die Sarthe. Der Prototyp basierte auf der Formel-1-Technik des Ferrari 312F1. Für Le Mans wurden die Spider-Karosserien durch eine geschlossene Berlinetta-Ausführung ersetzt. John Wyer vertraute weiter auf den Ford GT40, der in den Endgeschwindigkeit den Porsche- und Ferrari-Rennsportwagen zwar unterlegen war, sich über die Jahre jedoch als ausgesprochen standfest erwiesen hatte. Jacky Ickx und Jackie Oliver fuhren dabei dasselbe Fahrzeug, mit dem Pedro Rodríguez und Lucien Bianchi im Jahr davor das Rennen gewonnen hatten.
Matra brachte vier Werkswagen an den Circuit, darunter ein neuer MS650 und drei Evolutionsstufen des MS630. Eigentlich sollte der MS640 der neue Rennwagen für Le Mans werden. Aber Henri Pescarolo verunglückte bei einer Testfahrt im April in Le Mans schwer. Der Wagen hatte bei hoher Geschwindigkeit Unterluft bekommen und hob ab. Der Wagen wurde völlig zerstört, und Pescarolo erlitt schwere Verbrennungen. Da sich die aerodynamischen Probleme nicht beseitigen ließen, wurde das Projekt gestoppt.
Der Start des Rennens wurde wegen der französischen Präsidentenwahlen von 16 auf 14 Uhr vorverlegt. Auch bei den Organisatoren gab es eine Änderung. Der langjährige Clerk of the Course Jacques Loste hatte seine Funktion zur Verfügung gestellt. Als neuer Rennleiter wurde der ehemalige Rennfahrer und Konstrukteur Charles Deutsch bestellt, dessen Rennwagen viele Jahre in Le Mans am Start waren. Als Starter fungierte der Rennfahrer Bernard Consten, der 1969 das Amt des Präsidenten des französischen Motorsportverbandes innehatte.

## Das Rennen
Im Training war Rolf Stommelen im Porsche 917 mit 3.22.900 die bisher schnellste jemals in Le Mans erzielte Rundenzeit gefahren. Diese Zeit entsprach einem Schnitt von 238,976 km/h. Beim Start demonstrierte der Belgier Jacky Ickx seinen Unmut über die Prozedur des Le-Mans-Starts, indem er zwar zügig über die Straße ging, aber nicht lief und sich vollständig angurtete, ehe er losfuhr. Als er endlich startete, war der letzte Wagen vor ihm bereits in den Esses verschwunden.

### Der Tod von John Woolfe
John Woolfe, der in Großbritannien einen Rennstall betrieb, erwarb im Frühsommer einen der neuen Porsche 917. Der langjährige Teampartner und Freund von Woolfe, Digby Martland, sollte der Teamkollege in Le Mans werden. Martland war bisher vor allem 2-Liter-Sportwagen gefahren und steuerte den 917 bei den Vortests eine Runde lang. Dann erklärte er, dass er sich außerstande sehe den Prototyp zu fahren und er sich im Cockpit vor der Leistungskraft des Fahrzeugs fürchte. Daraufhin war Richard Attwood als Partner für Le Mans vorgesehen. Attwood hatte einen Vertrag mit John Woolfe Racing und bestritt für den Rennstall Sportwagenrennen in Großbritannien. Attwood bekam aber einen Werksvertrag bei Porsche. Als neuer Teamkollege kam Herbert Linge ins Team. Der erfahrene Linge sollte auch den ersten Teil des Rennens fahren, aber Woolfe ließ sich dieses Privileg nicht nehmen, da seine gesamte Familie anwesend war.
Schon in der ersten Runde kam es zu einem fatalen Unfall. Der Woolfe-Porsche-917 stand zwar nur am 21. Startplatz, aber Woolfe war beim Le-Mans-Start einer der Schnellsten und Ende der Les-Hunaudières-Geraden unter den ersten zehn. Eingangs Maison Blanche – die ersten Runden wurden von den Spitzenpiloten im Grand-Prix-Tempo gefahren – kam er links mit zwei Rädern aufs Gras, verlor die Herrschaft über den Wagen und schlug mit hoher Geschwindigkeit rechts in die Leitschiene ein. Woolfe wurde aus dem Auto geschleudert, denn er hatte sich nicht angegurtet, was auch seinen perfekten Start erklärte. Der Tank des Porsche platzte und der Wagen ging in Flammen auf. Aus dem hinter Woolfe fahrenden Pulk konnte Chris Amon – der sich einen Ferrari 312P mit Peter Schetty teilte – nicht mehr ausweichen und prallte in das Wrack. Während Amon wie durch ein Wunder unverletzt blieb, starb Woolfe noch an der Unfallstelle.

### Der Rennverlauf
Obwohl man die Rauchschwaden vom Woolfe-Unfall auch in den Boxen deutlich sah, wurde das Rennen weder unter- noch abgebrochen. In Führung lag der Trainingsschnellste Rolf Stommelen, der sich durch ständige Rekordrunden vom Feld absetzte. Dabei zeigte er, welches Potential im Porsche 917 steckte. Nach knapp einer Stunde Renndauer begann der 917 aber eine Rauchfahne hinter sich her zu ziehen. Eine Dichtung an der Unterseite des Kurbelgehäuse ließ Öl durch, das auf das rechte Hinterrad tropfte und die Ölfahne erzeugte. Bei einem 24 Minuten dauernden Notstopp versuchten die Porsche-Mechaniker das Leck abzudichten, was nur teilweise gelang. Da der Porsche 917 genug Öl im Tank hatte, entschied Steinemann den Wagen weiterfahren zu lassen. Denn das Nachfüllen von Öl war in Le Mans laut Reglement erst ab der 25. gefahrenen Runde erlaubt. Bei jedem Stopp mussten immer mehrere Liter Öl nachgefüllt werden, um den Motor am Laufen zu halten. Die Spitze im Rennen übernahm Jo Siffert, der jedoch nach zwei Stunden Renndauer mit einem Getriebeschaden ausschied; eine Ölleitung am Getriebe war durchgeschmort. 20 Minuten nach dem Auftreten des Schadens konnte Siffert noch weiterfahren, dann war das Getriebeöl verbraucht und es ließ sich kein Gang mehr einlegen.
Dennoch lagen am Abend vier Porsche überlegen in Führung. Jacky Ickx war zwar bis auf den siebten Rang vorgefahren, hatte aber schon fünf Runden Rückstand auf den Porsche von Elford und Attwood. Dann begann sich das Blatt zu Ungunsten von Porsche zu wenden. An dem durch den ständigen Ölverlust schon angeschlagenen 917 Langheck von Stommelen/Ahrens meldete Ahrens kurz vor 20 Uhr erste Kupplungsprobleme. Praktisch zeitgleich hielt Gérard Larrousse mit dem 908 Langheck unplanmäßig vor der Box an. Ein Radlager musste getauscht werden und das Team verlor 39 Minuten bei der Reparatur. Dieser Lagerschaden führte dazu, dass der 908 weit ins Mittelfeld zurückfiel und am Ende des Rennens den Zweikampf mit dem GT40 von Ickx/Oliver um den Sieg ausfahren musste. Um 20 Uhr 30 wurde am Stommelen/Ahrens-Wagen zum ersten Mal die Kupplung nachgestellt. Um 23 Uhr stand der Wagen erneut unplanmäßig an der Box. Die Mechaniker mussten die Kupplungsscheibe wechseln. Um 1 Uhr 48 konnte Ahrens wieder weiterfahren. Um 3 Uhr in der Nacht gab es Feueralarm an der Rennstrecke. Ahrens berichtete beim Fahrerwechsel von einem brennenden Wagen vor der Mulsanne. Rasch stellte sich heraus, dass es der 908 Langheck von Udo Schütz war. Schütz berichtete später von einer Kollision mit dem Teamkollegen Larrousse, der dies jedoch vehement bestritt. Udo Schütz zum Unfall: „Larrousse fuhr vier Runden lang hinter mir her. Ich dachte zuerst, es wäre Hans Herrmann. Vor der schnellen Rechtskurve zieht der Wagen auf gleiche Höhe und ich sehe, dass Larrousse drinsitzt. Er fällt zurück und da bekomme ich einen Stoß. Der Wagen prallte in spitzem Winkel gegen die Leitplanken, er beginnt Pingpong zu spielen, er überschlägt sich. Ich sehe Flammen. Ich trete die Tür ein. Ich war nicht angeschnallt. Dann bin ich rausgesprungen, in den Wald bin ich gelaufen und hinter mir explodierte das Auto …“ Beim nächsten Boxenstopp von Larrousse untersuchte man das Auto und konnte keine Kollisionsspuren feststellen. Die genaue Unfallursache konnte nie geklärt werden.
Gemeinsam mit Schütz kam auch Masten Gregory an die Boxen zurück. Am Scuderia Filipinetti-Lola T70 Mk.IIIB, den er gemeinsam mit Joakim Bonnier fuhr, hatten die Mechaniker viel Zeit mit einer Reparatur am Zylinderkopf verbracht. In der Nähe der Unfallstelle war der 5-Liter-Chevrolet-Motor endgültig kaputtgegangen.
Am Sonntagvormittag führten Elford und Attwood im zweiten 917 überlegen das Rennen an. Der 917 von Stommelen und Ahrens stand da längst mit einer defekten Kupplung und einem Zylinderschaden im Fahrerlager. Der Vorsprung auf den Lins/Kauhsen-Porsche betrug bereits sechs Runden, als auch dieser 917 Kupplungsprobleme bekam. Um 10 Uhr musste Attwood die Box ansteuern, weil die Kupplungsglocke gebrochen war und die Kupplung schleifte. Die Mechaniker versuchten sie nachzustellen. Attwood konnte nur mit Mühe die Boxen wieder verlassen und fuhr die nächsten Umläufe in jeweils 4:30 Minuten um den Kurs. Um 11 Uhr stoppte Attwood endgültig: Kupplungsschaden. Eine halbe Stunde vorher hatte Rudi Lins seinen 908 an Willi Kauhsen übergeben, der nach nur einer Runde wieder an die Box kam und von Schaltschwierigkeiten sprach. Die Porsche-Teamleitung schickte ihn wieder auf die Strecke, wo der Porsche nach wenigen Kilometern mit Getriebeschaden ausrollte. Zu diesem Zeitpunkt war der zweite Werks-Ferrari längst ausgefallen. Pedro Rodríguez und David Piper waren bis an die achte Stelle der Gesamtwertung vorgefahren, als auch dort ein Getriebeschaden den Einsatz beendete.

### Das Duell um den Sieg
Nach dem Ausfall lagen drei Stunden vor Schluss zwei Wagen gleichauf: der Porsche 908 von Herrmann/Larrousse und der Ford GT40 von Ickx/Oliver. Nach dem letzten Stopp beider Fahrzeuge entwickelte sich eines der spannendsten Le-Mans-Finale der Geschichte, vergleichbar nur mit dem Duell von 1933, als Tazio Nuvolari und Luigi Chinetti um den Sieg kämpften, und dem knappen Rennausgang von 2011. Der 908 war auf den Geraden schneller als der GT40, der wiederum in den kurvigen Passagen im Vorteil war. So wiederholte sich fast jede Runde dasselbe Spiel: Hans Herrmann überholte den Ford auf der langen Gerade vor der Mulsanne, und Jacky Ickx konterte in den Kurven vor Start und Ziel. Als knapp vor 14 Uhr Ickx den Porsche vor der Ford-Schikane ausbremste, schien das Rennen entschieden. Aber Charles Deutsch bedeutete den beiden Piloten auf der Ziellinie mit hochgestrecktem Finger, dass noch eine Runde zu fahren sei, weil die volle Distanz von 24 Stunden noch nicht erreicht war. Während die hinter den beiden Führenden liegenden Fahrzeuge bereits abgewinkt wurden, fuhren Ickx und Herrmann noch einmal die Hunaudières-Gerade hinunter. Diesmal gelang es dem Porsche-Piloten nicht, Ickx zu überholen, der 100 Meter Vorsprung ins Ziel rettete.
Als Dritter der Gesamtwertung kam der zweite Wyer-GT40 mit David Hobbs und Mike Hailwood ins Ziel. Nach dem Rennen beklagte sich Hobbs heftig bei der britischen Motorsportpresse, dass ihm ein aus seiner Sicht unnötiger Wechsel der Bremsscheiben den Sieg gekostet habe.
Auf der Heimfahrt hatte Jacky Ickx mit seinem privaten Porsche 911 einen schweren Straßenunfall in der Nähe von Chartres, den er unverletzt überlebte.

## Ergebnisse

### Piloten nach Nationen
| 37 Franzosen   | 18 Briten       | 9 Deutsche     | 7 Schweizer  | 5 Belgier   |
| 5 Italiener    | 3 US-Amerikaner | 2 Schweden     | 1 Australier | 1 Mexikaner |
| 1 Niederländer | 1 Neuseeländer  | 1 Österreicher |              |             |

### Schlussklassement
| Pos.               | Klasse   | Nr. | Team                             | Fahrer                                              | Chassis                   | Motor                         | Reifen | Runden |
| ------------------ | -------- | --- | -------------------------------- | --------------------------------------------------- | ------------------------- | ----------------------------- | ------ | ------ |
| 1                  | S 5.0    | 6   | John Wyer Automotive Engineering | Jacky Ickx Jackie Oliver                            | Ford GT40 Mk.I            | Ford 302 4.9L V8              | F      | 372    |
| 2                  | P 3.0    | 64  | Porsche System Engineering       | Hans Herrmann Gérard Larrousse                      | Porsche 908 Coupe         | Porsche 908 3.0L Flat-8       | D      | 372    |
| 3                  | S 5.0    | 7   | John Wyer Automotive Engineering | David Hobbs Mike Hailwood                           | Ford GT40 Mk.I            | Ford 302 4.9L V8              | F      | 368    |
| 4                  | P 3.0    | 33  | Equipe Matra Elf                 | Jean-Pierre Beltoise Piers Courage                  | Matra MS650               | Matra MS9 3.0L V12            | D      | 368    |
| 5                  | P 3.0    | 32  | Equipe Matra Elf                 | Jean Guichet Nino Vaccarella                        | Matra MS630               | Matra MS9 3.0L V12            | D      | 359    |
| 6                  | S 5.0    | 68  | Deutsche Auto Zeitung            | Helmut Kelleners Reinhold Joest                     | Ford GT40 Mk.I            | Ford 4.7L V8                  | D      | 341    |
| 7                  | P 3.0    | 35  | Equipe Matra Elf                 | Nanni Galli Robin Widdows                           | Matra MS630/650           | Matra MS9 3.0L V12            | D      | 330    |
| 8                  | S 5.0    | 17  | North American Racing Team       | Teodoro Zeccoli Sam Posey Ricardo Rodríguez-Cavazos | Ferrari 250LM             | Ferrari 3.3L V12              | G      | 329    |
| 9                  | S 2.0    | 39  | Christian Poirot                 | Christian Poirot Pierre Maublanc                    | Porsche 910               | Porsche 901/21 2.0L Flat-6    |        | 312    |
| 10                 | GT 2.0   | 41  | Jean-Pierre Gaban                | Jean-Pierre Gaban Yves Deprez                       | Porsche 911S              | Porsche 2.0L Flat-6           | D      | 306    |
| 11                 | GT 2.0   | 40  | Auguste Veuillet                 | Claude Ballot-Léna Guy Chasseuil                    | Porsche 911T              | Porsche 2.0L Flat-6           | D      | 301    |
| 12                 | P1.15    | 50  | Société des Automobiles Alpine   | Alain Serpaggi Christian Ethuin                     | Alpine A210               | Renault-Gordini T58B 1.0L I4  | D      | 292    |
| 13                 | GT 2.0   | 44  | Claude Laurent                   | Claude Laurent Jacques Marché                       | Porsche 911T              | Porsche 2.0L Flat-6           | D      | 287    |
| 14                 | GT 2.0   | 67  | Philippe Farjon                  | Philippe Farjon Jacques Dechaumel                   | Porsche 911S              | Porsche 2.0L Flat-6           | D      | 286    |
| Disqualifiziert    |          |     |                                  |                                                     |                           |                               |        |        |
| 15                 | GT +2.0  | 59  | Scuderia Filipinetti             | Claude Haldi Jacques Rey                            | Ferrari 275 GTB/C         | Ferrari 3.3L V12              | G      | 39     |
| Ausgefallen        |          |     |                                  |                                                     |                           |                               |        |        |
| 16                 | S 5.0    | 12  | Porsche System Engineering       | Vic Elford Richard Attwood                          | Porsche 917L              | Porsche 912 4.5L Flat-12      | D      | 327    |
| 17                 | P 3.0    | 22  | Porsche System Engineering       | Rudi Lins Willi Kauhsen                             | Porsche 908L              | Porsche 908 3.0L Flat-8       | D      | 317    |
| 18                 | P 1.6    | 45  | Société des Automobiles Alpine   | Jean-Claude Killy Bob Wollek                        | Alpine A210               | Renault-Gordini T58C 1.5L I4  | M      | 242    |
| 19                 | GT 2.0   | 66  | Jean Egreteaud                   | Jean Égreteaud Raymond Lopez                        | Porsche 911T              | Porsche 2.0L Flat-6           | D      | 241    |
| 20                 | P 3.0    | 18  | SpA Ferrari SEFAC                | Pedro Rodríguez David Piper                         | Ferrari 312P              | Ferrari 3.0L V12              | F      | 223    |
| 21                 | P 3.0    | 29  | Société des Automobiles Alpine   | Patrick Depailler Jean-Pierre Jabouille             | Alpine A220/69            | Renault-Gordini T62 3.0L V8   | M      | 209    |
| 22                 | P 3.0    | 23  | Porsche System Engineering       | Udo Schütz Gerhard Mitter                           | Porsche 908L              | Porsche 908 3.0L Flat-8       | D      | 199    |
| 23                 | GT + 2.0 | 1   | Scuderia Filipinetti             | Henri Greder Reine Wisell                           | Chevrolet Corvette C3     | Chevrolet 7.0L V8             | G      | 196    |
| 24                 | GT 2.0   | 63  | Marcel Martin                    | René Mazzia Pierre Mauroy                           | Porsche 911T              | Porsche 2.0L Flat-6           | D      | 174    |
| 25                 | P 3.0    | 31  | Société des Automobiles Alpine   | Jean-Pierre Nicolas Jean-Luc Thérier                | Alpine A210               | Renault-Gordini T62 3.0L V8   | M      | 160    |
| 26                 | P 3.0    | 34  | Ecurie Matra Elf                 | Johnny Servoz-Gavin Herbert Müller                  | Matra MS630/650           | Matra MS9 3.0L V12            | M      | 158    |
| 27                 | S 5.0    | 14  | Porsche System Engineering       | Rolf Stommelen Kurt Ahrens                          | Porsche 917L              | Porsche 912 4.5L Flat-12      | F      | 148    |
| 28                 | S 5.0    | 2   | Scuderia Filipinetti             | Jo Bonnier Masten Gregory                           | Lola T70 Mk.IIIB          | Chevrolet 5.0L V8             | G      | 134    |
| 29                 | P 3.0    | 28  | Société des Automobiles Alpine   | Jean Vinatier André de Cortanze                     | Alpine A220/69            | Renault-Gordini T62 3.0L V8   | M      | 133    |
| 30                 | S 5.0    | 8   | Peter Sadler                     | Peter Sadler Paul Vestey                            | Ford GT40 Mk.I            | Ford 4.7L V8                  | F      | 106    |
| 31                 | S 2.0    | 43  | J.C.B. Excavators Ltd.           | Roger Enever Peter Brown                            | Chevron B8                | BMW 2.0L I4                   | D      | 100    |
| 32                 | P 1.3    | 49  | Trophée Le Mans                  | Jacques Foucteau Patrice Compain                    | Alpine A210               | Renault-Gordini T58A 1.3L I4  | D      | 97     |
| 33                 | P 2.0    | 38  | Racing Team VDS                  | Gustave Gosselin Claude Bourgoignie                 | Alfa Romeo T33/2          | Alfa Romeo 2.0L V8            | D      | 76     |
| 34                 | P 3.0    | 20  | Hart Ski Racing                  | Jo Siffert Brian Redman                             | Porsche 908/2L            | Porsche 908 3.0L Flat-8       | F      | 60     |
| 35                 | P 3.0    | 30  | Société des Automobiles Alpine   | Jean-Claude Andruet Henri Grandsire                 | Alpine A220/69            | Renault-Gordini T62 3.0L V8   | M      | 48     |
| 36                 | S 5.0    | 9   | Alan Mann Racing Ltd.            | Frank Gardner Malcolm Guthrie                       | Ford GT40 Mk.I            | Ford 302 4.9L V8              | G      | 42     |
| 37                 | P 3.0    | 36  | Racing Team VDS                  | Teddy Pilette Rob Slotemaker                        | Alfa Romeo T33/2.5        | Alfa Romeo 2.5L V8            | D      | 35     |
| 38                 | GT 2.0   | 42  | Wicky Racing Team                | André Wicky Edgar Berney                            | Porsche 911T              | Porsche 2.0L Flat-6           | D      | 34     |
| 39                 | P 2.0    | 62  | Mark Konig                       | Mark Konig Tony Lanfranchi                          | Nomad Mk.II               | B.R.M. P56 2.0L V8            | D      | 28     |
| 40                 | P 2.0    | 37  | Donald Healey Motor Company      | Clive Baker John Harris                             | Healey SR                 | Coventry Climax FMMV 2.0L V8  | D      | 14     |
| 41                 | P 2.0    | 60  | Robert Buchet                    | Jean de Mortemart Jean Mésange                      | Porsche 910               | Porsche 901/21 2.0L Flat-6    | D      | 10     |
| 42                 | P 1.15   | 51  | Ecurie Fiat-Abarth France        | Maurizio Zanetti Ugo Locatelli                      | Fiat-Abarth 1000SP        | Fiat 1001 1.0L I4             | D      | 9      |
| 43                 | P 1.6    | 46  | Ecurie Savin-Calberson           | Alain LeGuellec Bernard Tramont                     | Alpine A210               | Renault-Gordini T58CI 1.5L I4 | M      | 1      |
| 44                 | S 5.0    | 10  | John Woolfe Racing               | John Woolfe Herbert Linge                           | Porsche 917L              | Porsche 912 4.5L Flat-12      | D      | 1      |
| 45                 | P 3.0    | 19  | SpA Ferrari SEFAC                | Chris Amon Peter Schetty                            | Ferrari 312P              | Ferrari 3.0L V12              |        | 1      |
| Nicht gestartet    |          |     |                                  |                                                     |                           |                               |        |        |
| 46                 | S 5.0    | 15  | Porsche System Engineering       | Udo Schütz Rudi Lins Herbert Linge Brian Redman     | Porsche 917L              | Porsche 912 4.5L Flat-12      | D      | 1      |
| 47                 | S 5.0    | 16  | North American Racing Team       | Sam Posey Bob Grossman                              | Ferrari 365 GTB/4 Daytona | Ferrari 4.9L V12              | G      | 2      |
| 48                 | S 5.0    | 58  | Ecurie ASA ESCA                  | Jean-Pierre Hanrioud Dominique Martin               | Ford GT40                 | Ford 302 4.9L V8              | G      | 3      |
| 49                 | S 2.0    | 61  | North American Racing Team       | Ricardo Rodríguez François Migault Robert Mieusset  | Ferrari Dino 206S         | Ferrari 1.9L V6               | G      | 4      |
| Nicht qualifiziert |          |     |                                  |                                                     |                           |                               |        |        |
| 50                 | P 1.3    | 47  | Unipower Cars                    | Piers Forester Stanley Robinson                     | Unipower GT               | BMC 1.3L I4                   | D      | 5      |
| 51                 | P 1.3    | 48  | Brian Sherwood Piper Cars Ltd    | Tim Lalonde John Burton                             | Piper GTR                 | Ford Lotus 1.3L I4            | D      | 6      |

1 Ersatzwagen
2 Unfall im Training
3 Motorschaden im Training
4 Unfall im Training
5 nicht qualifiziert
6 nicht qualifiziert

### Nur in der Meldeliste
Hier finden sich Teams, Fahrer und Fahrzeuge die ursprünglich für das Rennen gemeldet waren, aber aus den unterschiedlichsten Gründen daran nicht teilnahmen.
| Pos. | Klasse   | Nr. | Team                          | Fahrer                                                               | Chassis                       | Motor                   | Reifen |
| ---- | -------- | --- | ----------------------------- | -------------------------------------------------------------------- | ----------------------------- | ----------------------- | ------ |
| 52   | GT + 2.0 | 57  | Lola Cars Ltd.                | Ulf Norinder                                                         | Lola T70 Mk.IIIB              | Chevrolet 5.0L V8       |        |
| 53   | P 3.0    | 59  | Scuderia Filipinetti          | Herbert Müller Jonathan Williams                                     | Ferrari 312P                  | Ferrari 3.0L V12        |        |
| 54   | S 2.0    | 64  | Porsche System Engineering    |                                                                      | Porsche 910                   | Porsche 2.0L Flat-6     |        |
| 55   | S 2.0    | 65  | Porsche System Engineering    |                                                                      | Porsche 910                   | Porsche 2.0L Flat-6     |        |
| 56   | S 2.0    | 67  | Philippe Farjon               | Philippe Farjon                                                      | Porsche 906                   | Porsche 2.0L Flat-6     |        |
| 57   | GT 2.0   | 69  | Joseph Bourdon                | Joseph Bourdon Maurice Nussbaumer                                    | Alpine A110                   | Renault-Gordini 1.3L I4 |        |
| 58   | GT 2.0   | 70  | Squadra Bardahl               |                                                                      | Alpine A110                   | Renault-Gordini 1.3L I4 |        |
| 59   | GT 2.0   | 71  | Yves Leroux                   | Yves Leroux Marcel Grue                                              | Alpine A110                   | Renault-Gordini 1.3L I4 |        |
| 59   | GT + 2.0 | 2   | Scuderia Filipinetti          | Henri Greder                                                         | Chevrolet Corvette            | Chevrolet 7.0L V8       |        |
| 60   | S 5.0    | 3   | John Woolfe Racing            | John Woolfe Bruce McLaren                                            | McLaren M6B                   | Chevrolet 5.0L V8       |        |
| 61   | S 5.0    | 4   | Lola Cars Ltd.                | Paul Hawkins Mark Donohue                                            | Lola T70 Mk.IIIB              | Chevrolet 5.0L V8       |        |
| 62   | S 5.0    | 5   | Lola Cars Ltd.                | Mike Hailwood John Love                                              | Lola T70 Mk.IIIB              | Chevrolet 5.0L V8       |        |
| 63   | S 5.0    | 6   | Lola Cars Ltd.                | Piers Courage                                                        | Lola T70 Mk.IIIB              | Chevrolet 5.0L V8       |        |
| 64   | P 3.0    | 11  | Ecurié Ford France SA         | Michel Martin Hervé Bayard                                           | Ford GT40                     | Ford 4.9L V8            |        |
| 65   | P 3.0    | 16  | Svenska Volkswagen            | Björn Waldegård                                                      | Porsche 908                   | Porsche 3.0L Flat-8     |        |
| 66   | P 3.0    | 19  | Autodelta SpA                 | Lucien Bianchi                                                       | Alfa Romeo T33B               | Alfa Romeo 3.0L V8      |        |
| 67   | P 3.0    | 20  | Autodelta SpA                 |                                                                      | Alfa Romeo T33B               | Alfa Romeo 3.0L V8      |        |
| 68   | P 3.0    | 21  | Autodelta SpA                 |                                                                      | Alfa Romeo T33B               | Alfa Romeo 3.0L V8      |        |
| 69   | P 3.0    | 22  | Autodelta SpA                 |                                                                      | Alfa Romeo T33B               | Alfa Romeo 3.0L V8      |        |
| 70   | P 3.0    | 24  | Escuderia Nacional            | Àlex Soler-Roig Gérard Larrousse                                     | Porsche 908/02                | Porsche 3.0L Flat-8     |        |
| 71   | P 3.0    | 31  | Ecurie Savim Calberson        |                                                                      | Alpine A220                   | Renault-Gordini 3.0L V8 |        |
| 72   | P 3.0    | 36  | Abarth-Osella                 | Toine Hezemans                                                       | Abarth 3000 SP                |                         |        |
| 73   | P 2.0    | 39  | Brian Sherwood Piper Cars Ltd | Brian Sherwood Tim Lalonde                                           | Piper GT                      | Martin 2.0L V8          |        |
| 74   | S 2.0    | 41  | Auguste Veuillet              | Sylvain Garant                                                       | Porsche 910                   | Porsche 2.0L Flat-6     |        |
| 75   | S 2.0    | 45  | Porsche System Engineering    | Rolf Stommelen Kurt Ahrens                                           | Porsche 910                   | Porsche 2.0L Flat-6     |        |
| 76   | S 2.0    | 46  | Porsche System Engineering    | Joe Buzzetta Hans Herrmann                                           | Porsche 910                   | Porsche 2.0L Flat-6     |        |
| 77   | S 2.0    | 48  | Abarth-Osella                 | Johannes Ortner                                                      | Abarth 2000SP                 |                         |        |
| 78   | P 1.6    | 49  | Squadra Corse Lancia          | Sandro Munari Rauno Aaltonen                                         | Lancia Fulvia HF F&M Speziale | Lancia 1.6L V4          |        |
| 79   | P 1.6    | 50  | Squadra Corse Lancia          | Claudia Maglioli Raffaele Pinto                                      | Lancia Fulvia HF F&M Speziale | Lancia 1.6L V4          |        |
| 80   | P 1.6    | 69  | Ecurié Léopard                | Jean-Pierre Nicolas Jean-Luc Thérier Alain LeGuellec Bernard Tramont | Alpine A210                   | Renault-Gordini 1.5L I4 |        |
| 81   | S 5.0    | 4   | André Wicky Racing Team       | André Wicky                                                          | Lola T70 Mk.IIIB              | Chevrolet 5.0L V8       |        |
| 82   | S 5.0    | 5   | Robin Ormes                   | Michael d'Udy Frank Gardner                                          | Lola T70 Mk.IIIB              | Chevrolet 5.0L V8       |        |
| 83   | S 5.0    | 9   | Escuderia Montjuich           | José Juncadella                                                      | Ford GT40                     | Ford 4.9L V8            |        |
| 84   | P 3.0    | 19  | Brian Sherwood Piper Cars Ltd | John Bamford John Burton                                             | Piper GT                      |                         |        |
| 85   | P 3.0    | 20  | David Piper                   | David Piper                                                          | Porsche 908/02                | Porsche 3.0L Flat-8     |        |
| 86   | P 3.0    | 30  | Escuderia Repsol              | Ben Heiderich                                                        | Porsche 908/02                | Porsche 3.0L Flat-8     |        |
| 87   | P 3.0    | 31  | Ben Pon                       | Gijs van Lennep Toine Hezemans                                       | Porsche 908/02                | Porsche 3.0L Flat-8     |        |
| 88   | P 3.0    | 41  | Gérard Larrousse              | Gérard Larrousse Dieter Spoerry                                      | Porsche 908/02                | Porsche 3.0L Flat-8     |        |
| 89   | P 3.0    | 47  | Scuderia Serenissima          |                                                                      | Serenissima Mk168             | ATS 3.0L V8             |        |
| 90   | P 3.0    | 49  | José Juncadella               | Juan Fernández                                                       | Porsche 907                   | Porsche 2.0L Flat-6     |        |
| 91   | P 3.0    | 50  | BG Racing                     |                                                                      | Porsche 907                   | Porsche 2.2L Flat-6     |        |
| 92   | P 2.0    | 51  | BG Racing                     |                                                                      | Porsche 907                   | Porsche 2.0L Flat-6     |        |
| 93   | P 2.0    | 55  | Marcos Racing Ltd.            | Jem Marsh John Quick                                                 | Marcos Mantis                 | Volvo 1.8L I4           |        |
| 94   | P 2.0    | 56  | Chris Lawrence                | John Wingfield Peter Bolton                                          | Deep Sanderson 302            | Martin 2.0L V8          |        |
| 95   | S 2.0    | 59  | Racing Team AAW               |                                                                      | Porsche 910                   | Porsche 2.0L Flat-6     |        |
| 96   | P 2.0    | 62  | Rudi Lins                     | Rudi Lins Peter Peter                                                | Porsche 910                   | Porsche 2.0L Flat-6     |        |
| 97   | GT 2.0   | 63  | Edgar Herrmann                | Edgar Herrmann Hans Schuller                                         | Porsche 911T                  | Porsche 2.0L Flat-6     |        |
| 98   | GT 2.0   | 65  | Claude Buchet                 | Claude Buchet Henri Guyomard                                         | Porsche 911S                  | Porsche 2.0L Flat-6     |        |
| 99   | GT 2.0   | 66  | Herman Damseaux               |                                                                      | Porsche 911S                  | Porsche 2.0L Flat-6     |        |
| 100  | GT 2.0   | 73  | Porsche System Engineering    |                                                                      | Porsche 911S                  | Porsche 2.0L Flat-6     |        |
| 101  | GT 2.0   | 74  | Porsche System Engineering    |                                                                      | Porsche 911S                  | Porsche 2.0L Flat-6     |        |
| 102  | S 2.0    | 75  | Sportscars Unlimited          | Richard Broström Masten Gregory                                      | Porsche 910                   | Porsche 2.0L Flat-6     |        |
| 103  | GT 2.0   | 76  | Claude Haldi                  | Claude Haldi Edgar Berney                                            | Porsche 911T                  | Porsche 2.0L Flat-6     |        |
| 104  | GT 2.0   | 78  | Patrice Sanson                | Patrice Sanson Roland Lefevre                                        | Porsche 911S                  | Porsche 2.0L Flat-6     |        |
| 105  | P 2.0    | 79  | William Bradley               | Alan Rollinson Tony Dean                                             | Porsche 907                   | Porsche 2.0L Flat-6     |        |
| 106  | GT 2.0   | 83  | Chris Waldron                 |                                                                      | MG B                          | BMC 1.8L I4             |        |
| 107  | GT 2.0   | 84  | Chris Waldron                 |                                                                      | MG B                          | BMC 1.8L I4             |        |
| 108  | GT 2.0   | 94  | Bernard Collomb               | Bernard Collomb Francois Lacarrau                                    | Alpine A110                   | Renault-Gordini 1.3L I4 |        |
| 109  |          | 100 | North American Racing Team    |                                                                      | Ferrari 275 GTB2              | Ferrari 3.3L V12        |        |

### Index of Performance
| Pos. | Nr. | Fahrer                                              | Chassis           | Koeffizient | Platzierung im Gesamtklassement |
| ---- | --- | --------------------------------------------------- | ----------------- | ----------- | ------------------------------- |
| 1    | 50  | Alain Serpaggi Christian Ethuin                     | Alpine A210       | 1.28200     | Rang 12                         |
| 2    | 64  | Hans Herrmann Gérard Larrousse                      | Porsche 908 Coupe | 1.27800     | Rang 2                          |
| 3    | 33  | Jean-Pierre Beltoise Piers Courage                  | Matra MS650       | 1.26500     | Rang 4                          |
| 4    | 32  | Jean Guichet Nino Vaccarella                        | Matra MS630       | 1.23600     | Rang 5                          |
| 5    | 6   | Jacky Ickx Jackie Oliver                            | Ford GT40 Mk.I    | 1.22000     | Gesamtsieg                      |
| 6    | 7   | David Hobbs Mike Hailwood                           | Ford GT40 Mk.I    | 1.20900     | Rang 3                          |
| 7    | 39  | Christian Poirot Pierre Maublanc                    | Porsche 910       | 1.13900     | Rang 9                          |
| 8    | 35  | Nanni Galli Robin Widdows                           | Matra MS630/650   | 1.13700     | Rang 7                          |
| 9    | 68  | Helmut Kelleners Reinhold Joest                     | Ford GT40 Mk.I    | 1.12400     | Rang 6                          |
| 10   | 41  | Jean-Pierre Gaban Yves Deprez                       | Porsche 911S      | 1.12000     | Rang 10                         |
| 11   | 17  | Teodoro Zeccoli Sam Posey Ricardo Rodríguez-Cavazos | Ferrari 250LM     | 1.11900     | Rang 8                          |
| 12   | 40  | Claude Ballot-Léna Guy Chasseuil                    | Porsche 911T      | 1.10100     | Rang 11                         |
| 13   | 44  | Claude Laurent Jacques Marché                       | Porsche 911T      | 1.05000     | Rang 13                         |
| 14   | 67  | Philippe Farjon Jacques Dechaumel                   | Porsche 911S      | 1.04500     | Rang 14                         |

### Index of Thermal Efficiency
| Pos. | Nr. | Fahrer                             | Chassis        | Durchschnittsgeschwindigkeit | Fahrzeuggewicht | Liter/100 km | Koeffizient | Platzierung im Gesamtklassement |
| ---- | --- | ---------------------------------- | -------------- | ---------------------------- | --------------- | ------------ | ----------- | ------------------------------- |
| 1    | 6   | Jacky Ickx Jackie Oliver           | Ford GT40 Mk.I | 208,215 km/h                 | 1120 kg         | 43           | 1.23000     | Gesamtsieg                      |
| 2    | 7   | David Hobbs Mike Hailwood          | Ford GT40 Mk.I | 206,418 km/h                 | 1124 kg         | 42,40        | 1.22.000    | Rang 3                          |
| 3    | 68  | Helmut Kelleners Reinhold Joest    | Ford GT40 Mk.I | 191,357 km/h                 | 1085 kg         | 34,30        | 1.18000     | Rang 6                          |
| 4    | 50  | Alain Serpaggi Christian Ethuin    | Alpine A210    | 163,824 km/h                 | 694 kg          | 15,80        | 1.12000     | Rang 12                         |
| 5=   | 33  | Jean-Pierre Beltoise Piers Courage | Matra MS650    | 206,064 km/h                 | 861 kg          | 39,20        | 0.96000     | Rang 4                          |
| 5=   | 40  | Claude Ballot-Léna Guy Chasseuil   | Porsche 911T   | 168,858 km/h                 | 1012 kg         | 28,00        | 0.96000     | Rang 11                         |
| 7    | 41  | Jean-Pierre Gaban Yves Deprez      | Porsche 911S   | 171,690 km/h                 | 1012 kg         | 30,00        | 0.93000     | Rang 10                         |
| 8    | 32  | Jean Guichet Nino Vaccarella       | Matra MS630    | 201,430 km/h                 | 905 kg          | 40,60        | 0.91000     | Rang 5                          |
| 9    | 44  | Claude Laurent Jacques Marché      | Porsche 911T   | 161,000 km/h                 | 1013 kg         | 24,30        | 0.87000     | Rang 13                         |

### Klassensieger
| Klasse                      | Fahrer            | Fahrer           | Fahrzeug          | Platzierung im Gesamtklassement |
| --------------------------- | ----------------- | ---------------- | ----------------- | ------------------------------- |
| Index of Performance        | Alain Serpaggi    | Christian Ethuin | Alpine A210       | Rang 12                         |
| Index of Thermal Efficiency | Jacky Ickx        | Jackie Oliver    | Ford GT40         | Gesamtsieg                      |
| Prototyp 2501–3000 cm³      | Hans Herrmann     | Gérard Larrousse | Porsche 908 Coupe | Rang 2                          |
| Prototyp 1601–2000 cm³      | Christian Poirot  | Pierre Maublanc  | Porsche 910       | Rang 9                          |
| Prototyp 1001–1150 cm³      | Alain Serpaggi    | Christian Ethuin | Alpine A210       | Rang 12                         |
| Sportwagen                  | Jacky Ickx        | Jackie Oliver    | Ford GT40         | Gesamtsieg                      |
| GT-Wagen                    | Jean-Pierre Gaban | Yves Deprez      | Porsche 911S      | Rang 10                         |

### Renndaten
- Gemeldet: 109
- Gestartet: 45
- Gewertet: 14
- Rennklassen: 7
- Zuschauer: 400.000
- Ehrenstarter des Rennens: Bernard Consten, Präsident des französischen Motorsportverbandes
- Wetter am Rennwochenende: warm, immer wieder Regenschauer
- Streckenlänge: 13,469 km
- Fahrzeit des Siegerteams: 24:00:00,000 Stunden
- Gesamtrunden des Siegerteams: 371
- Distanz des Siegerteams: 4997,880 km
- Siegerschnitt: 208,545 km/h
- Pole Position: Rolf Stommelen – Porsche 917L (#14) – 3.22.900 = 238,976 km/h
- Schnellste Rennrunde: Vic Elford – Porsche 917L (#12) – 3.27.200 = 234,017 km/h
- Rennserie: 8. Lauf zur Sportwagen-Weltmeisterschaft 1969